# Tränenpalast

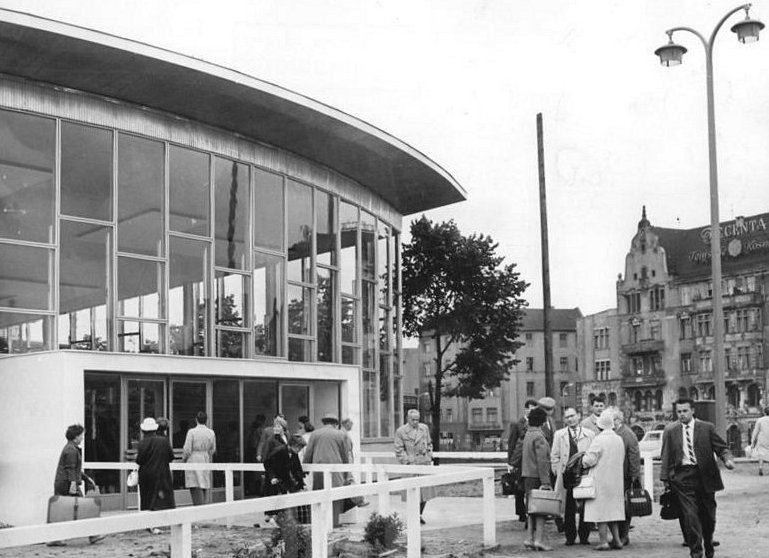
Eingang kurz nach der Eröffnung 1962

Tränenpalast ist die umgangssprachliche Bezeichnung für die ehemalige Ausreisehalle der Grenzübergangsstelle Bahnhof Friedrichstraße im Berliner Ortsteil Mitte. Von hier fuhren S- und U-Bahnen nach West-Berlin und Fernzüge über West-Berlin in die Bundesrepublik.
Die Bezeichnung Tränenpalast entstand, weil sich hier DDR-Bürger und ihre westlichen Besucher oft unter Tränen verabschiedeten. Erstere hatten in der Regel keine Reisefreiheit in den Westen.
Im Tränenpalast befanden sich die Kontroll- und Abfertigungsschalter, besetzt mit Mitarbeitern des Ministeriums für Staatssicherheit in Uniformen der Grenztruppen der DDR.

## Geschichte
Das Gebäude wurde etwa ein Jahr nach dem Mauerbau im Jahr 1962 eröffnet. Es wurde vom Architekten Horst Lüderitz geplant, gemeinsam mit Günter Matzko, der Statiker, Entwurfsingenieur und Projektleiter für den Bau der Grenzübergangsstelle war. Bauherr war die Deutsche Reichsbahn (DR; Entwurfs- und Vermessungsbüro, Gruppe Hochbau der DR). Architektonisch sollte mit einer freitragenden Stahl-Glas-Konstruktion und Keramikverkleidungen an die Standards zeitgenössischer internationaler Architektur angeknüpft sowie die tatsächliche Funktion verschleiert werden.
Der Zutritt war nur für aus der DDR ausreisende Fahrgäste der S-, U- oder Fernbahn gestattet; Fahrausweise konnten laut Informationstafel am Tränenpalast auf den Bahnsteigen erworben werden (in DM West). Ein Fahrkartenverkauf für Ziele in West-Berlin oder in die BRD (kursiv: Originaltext DDR) erfolgte jedoch auch an den Schaltern des Städtischen Nahverkehrs der Hauptstadt Berlin bzw. der Reichsbahn (in DM Ost, ab 1964 MDN, ab 1971 M).

## Grenzabfertigung

Abfertigungsbereiche der Grenzübergangsstelle Bahnhof Berlin-Friedrichstraße

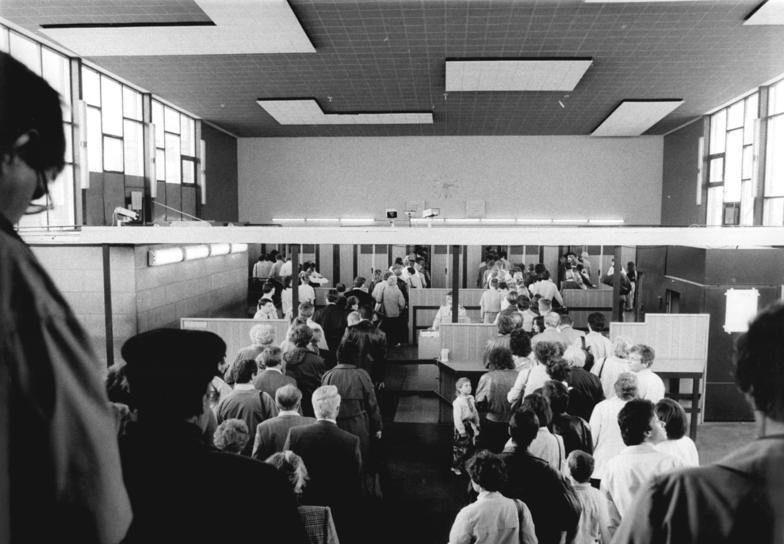
Grenzabfertigung im Tränenpalast
(April 1990)

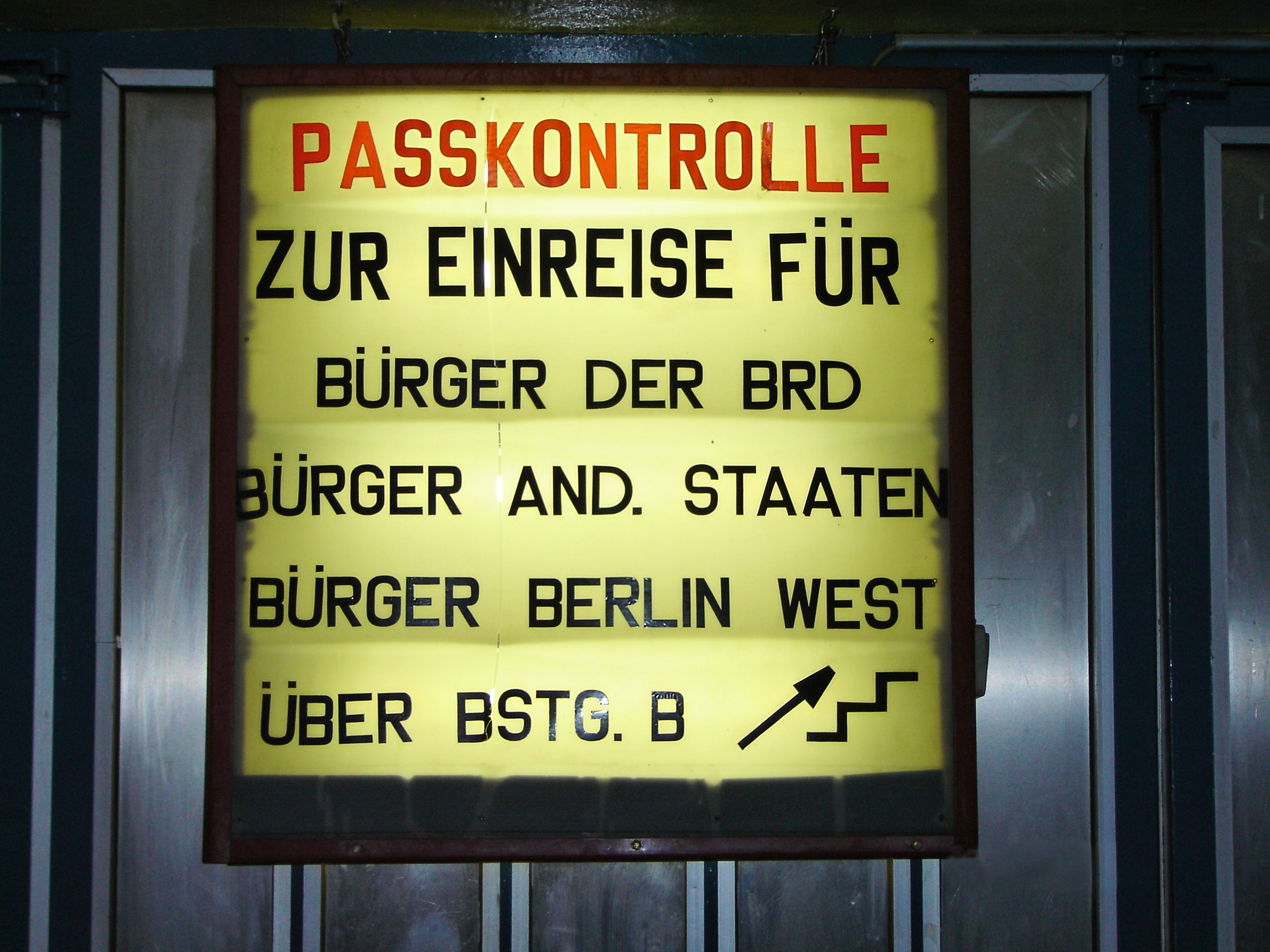
Informationstafel zur Einreise (Trennung der Staatszugehörigkeiten) im Westbereich des Bahnhofs

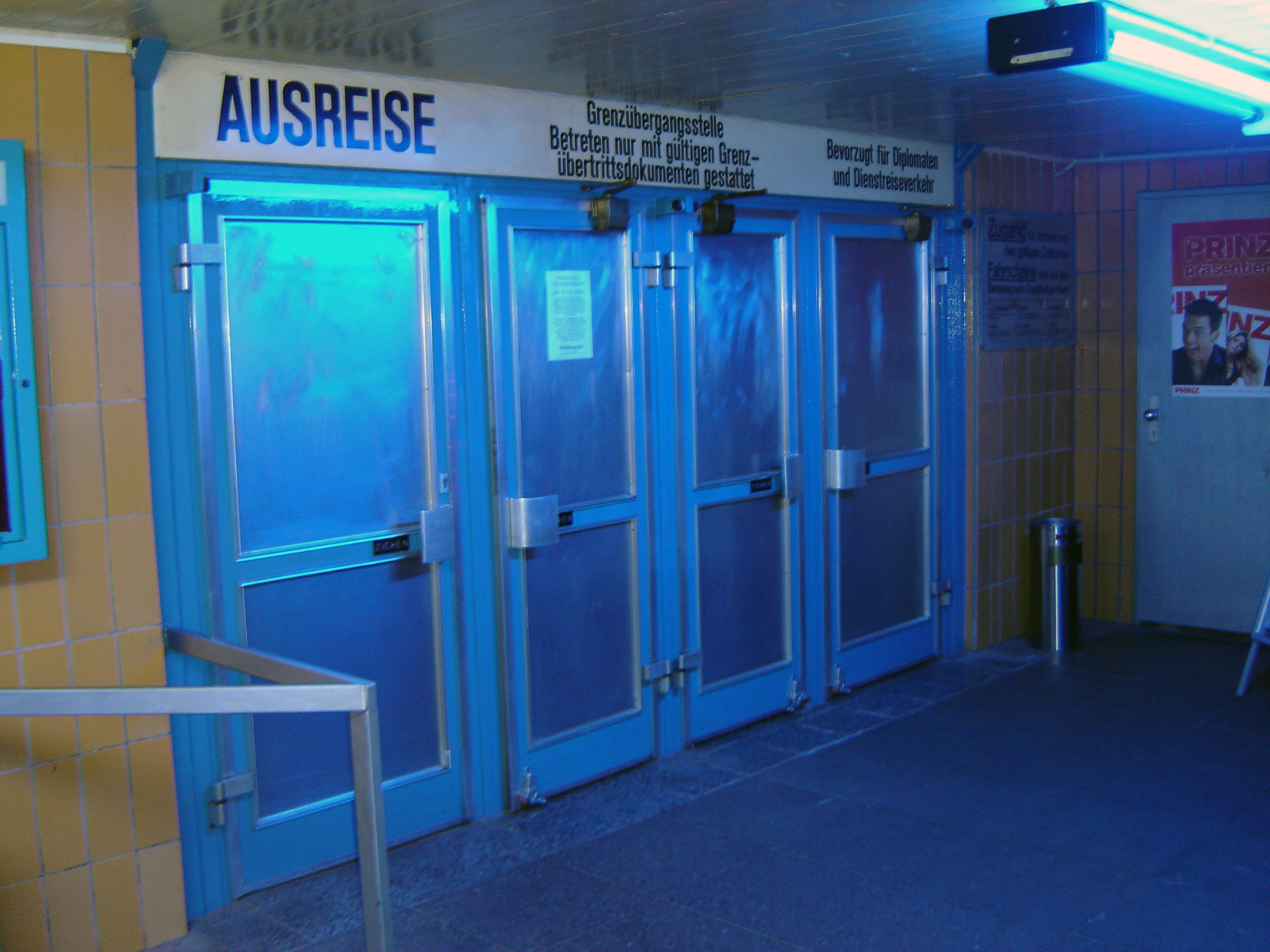
Durchgang zu den Abfertigungsschaltern

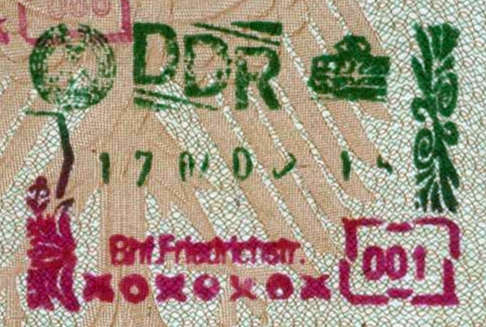
Stempel der Grenzübergangsstelle „Bhf. Friedrichstraße“ in einem westdeutschen Reisepass, 1990

Nach Schließung der Grenze im Jahr 1961 war der Zutritt zunächst nur Westdeutschen und Ausländern, nicht aber West-Berlinern gestattet. Es gab nach der Eröffnung noch keinen wesentlichen Andrang. DDR-Bürger konnten ihren Besuch zunächst noch in die Halle begleiten und sich dort, besonders bei schlechtem Wetter, verabschieden. Da man nie wusste, wann man sich wiedersehen würde und die Besuchsmöglichkeiten sehr einseitig waren, fielen diese Abschiede oft tränenreich aus. Daher wurde der Zutritt für DDR-Bürger bald unterbunden, aber im Volksmund hatte sich der Begriff „Tränenhalle“ etabliert. Das blieb so bis 1972, als nach dem Grundlagenvertrag auch der Besuchsverkehr für West-Berliner geregelt wurde und Besuche auf der anderen Seite häufiger möglich waren. Die Abschiede waren nicht mehr so tränenreich, und der Name geriet fast in Vergessenheit. Erst mit den Ausreisewellen von „aus der Staatsbürgerschaft Entlassenen“ wurde es wieder ernst, denn in der Regel durften diese auch besuchsweise nicht mehr einreisen. Nun erinnerte man sich wieder an den alten Namen, aber diesmal als „Tränenpalast“, analog zu Palast der Republik, Kulturpalast oder Pionierpalast. Die Anzahl der Reisenden hatte sich merklich erhöht und die Abfertigung an der Übergangsstelle lief üblicherweise so ab:
Nachdem sich die aus der DDR ausreisenden Personen in eine Warteschlange vor dem Tränenpalast eingereiht hatten, wurden sie am Eingang des Gebäudes in der Regel von zwei Volkspolizisten  per Augenschein bei Vorlage des Personalausweises bzw. des Reisepasses und des Visums „vorkontrolliert“. An dieser Türkontrolle wurden sogenannte Unberechtigte (z. B. Angehörige der Ausreisenden) abgewiesen. Es folgte ein Staubereich vor der eigentlichen Kontrollstelle.
Im Gebäude führte eine Treppe hinunter zur Zollkontrolle. Hier befand sich im vorderen Teil der Halle jeweils links und rechts vom Hauptweg ein offener Abfertigungsschalter. Die Ausfuhr von DDR-Währung in den Westen war verboten, deshalb war gegebenenfalls übrig gebliebenes Geld (oft Beträge unter zehn Mark) noch vor der Zollkontrolle auf einem Sonderkonto bei einer Filiale der Staatsbank der DDR einzuzahlen (dieses Geld konnte bei erneuter Einreise wieder abgehoben werden). Weiterhin waren die Ausfuhrbestimmungen für Waren zu beachten, die mitgeführten Gegenstände (oft Bücher, die vom Zwangsumtausch gekauft worden waren) mussten vorher in eine Zollausfuhrerklärung eingetragen werden. Hier wurden oft Reisetaschen und Koffer durchsucht.
Nach der Zollkontrolle erfolgte die eigentliche Überprüfung der Reisedokumente. Hierfür befanden sich im hinteren Teil der Halle rund zehn nebeneinander angeordnete Abfertigungsschalter. Sie waren aus Vierkantstahlrohr gebaut und mit Sprelacart-Platten verkleidet. Neben jedem Durchgang befanden sich Leuchtfelder zum Einordnen der ausreisenden Personen nach „Bürger Berlin (West)“, „Bürger der BRD“, „Bürger DDR“ und „Bürger anderer Staaten“. Hier erfolgte die genaue Kontrolle der Pässe bzw. Personalausweise und der Visa. Nach der „Abfertigung“ wurde eine Tür per Summer kurz geöffnet, und der dem westlichen Verkehr vorbehaltene Teil des Bahnhofs Friedrichstraße konnte betreten werden.
Hier bestanden Fahrmöglichkeiten in den Westteil Berlins mit der S-Bahn (Stadtbahn und Nord-Süd-Bahn) sowie mit der U-Bahn-Linie U6. Außerdem konnte der Fernbahnsteig für Züge ins Bundesgebiet erreicht werden. Die Fahrzeiten von U- und S-Bahn waren an die regulären Öffnungszeiten der Grenzübergangsstelle angepasst, die letzten Züge verkehrten gegen zwei Uhr nachts. Verspätete Ausreisende mussten im Bahnhof Friedrichstraße die Nacht in besonderen Räumen bis zum ersten Zug am nächsten Morgen verbringen.
Die Einreise nach Ost-Berlin erfolgte nicht durch den Tränenpalast, sondern über die Bahnhofsanlagen des Bahnhofs Friedrichstraße. Im Gegensatz zu anderen Grenzübergangsstellen war dieser Grenzübergang für alle Einreisenden geöffnet, also für West-Berliner, Bürger der Bundesrepublik und Ausländer (sowohl aus dem sozialistischen als auch nichtsozialistischen Ausland). Für diese „Bürger anderer Staaten“ war der Übergang durchgehend Tag und Nacht geöffnet; sie konnten also im Gegensatz zu „Bürgern aus Berlin West“ und „Bürgern der BRD“ nach der Ausreise – die bis spätestens 24 Uhr erfolgen musste – nach 0 Uhr unmittelbar wieder einreisen. Für alle anderen Bürger bestanden Einschränkungen; die Übergangsstelle war nicht durchgehend geöffnet. Für West-Berliner erfolgte in den 1980er Jahren eine Verlängerung bis 2 Uhr früh. Die Ausreise hatte am gleichen Grenzübergang wie bei der Einreise zu erfolgen. West-Berliner mussten die gewünschte Übergangsstelle bereits bei der Beantragung der Einreise in den Büros für Besuchs- und Reiseangelegenheiten angeben.
Da die Grenzübergangsstelle in Ost-Berlin lag, waren die Möglichkeiten für Kontrollen von West-Berliner Seite stark eingeschränkt. Die nächstgelegenen S- und U-Bahn-Stationen auf West-Berliner Gebiet wurden stichprobenartig bestreift, insbesondere durch westliche Zollbeamte, die nach größeren Mengen von im Intershop zoll- und steuerfrei erworbenen Spirituosen und Zigaretten fahndeten. Für die DDR ergab sich hier die Möglichkeit, problemlos Ausländer in den Westen abzuschieben (z. B. Asylbewerber).

## Vorfälle
Der polnische Staatsbürger Czesław Kukuczka, der durch eine Bombendrohung in der polnischen Botschaft seine Ausreise nach West-Berlin durchzusetzen versuchte, wurde am 29. März 1974 beim Passieren des Tränenpalastes von hinten niedergeschossen und starb kurz darauf.

## Nutzung nach der Wiedervereinigung

Logo des Clubs Tränenpalast

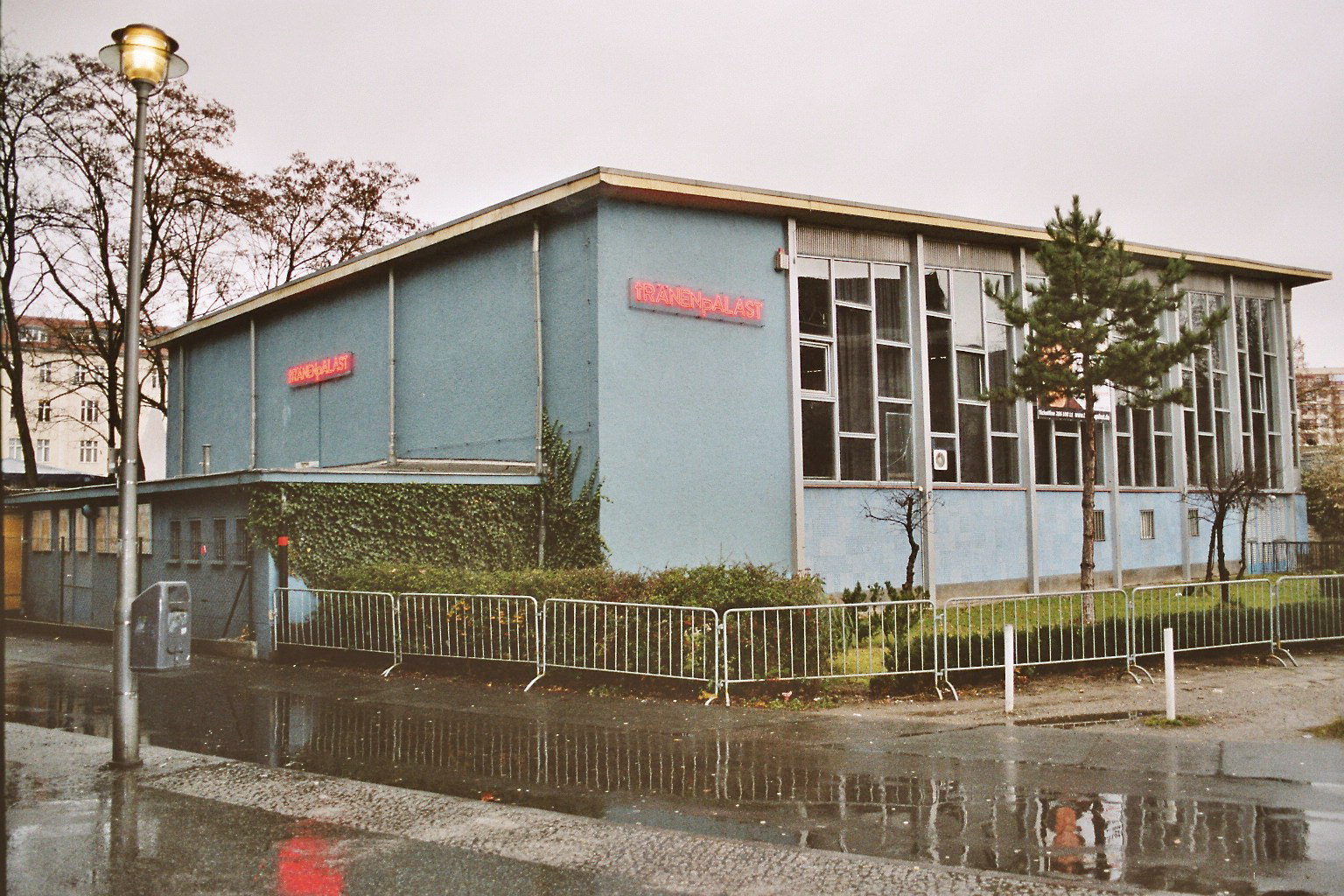
Tränenpalast (Dezember 2004)

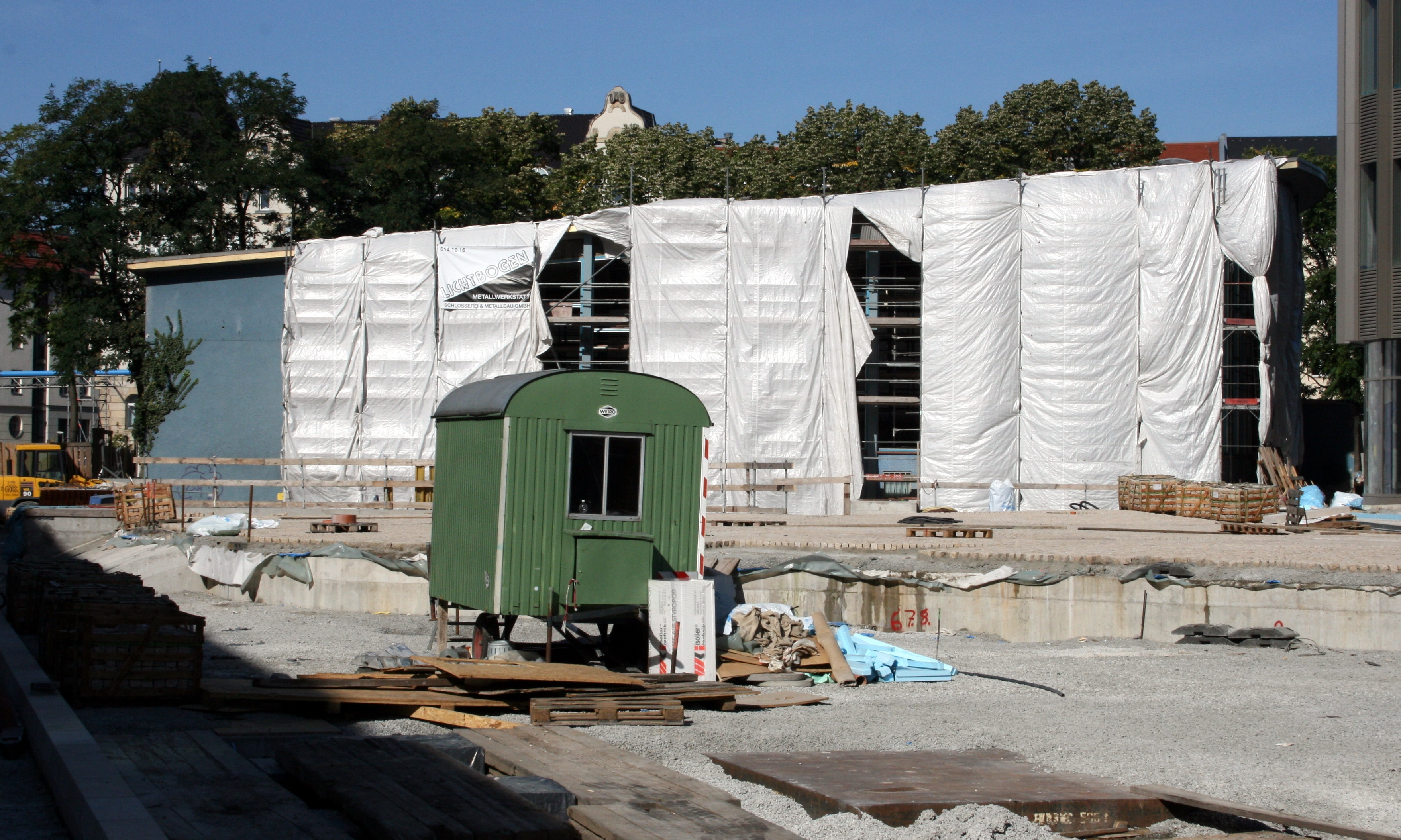
Während der Renovierung (September 2009)

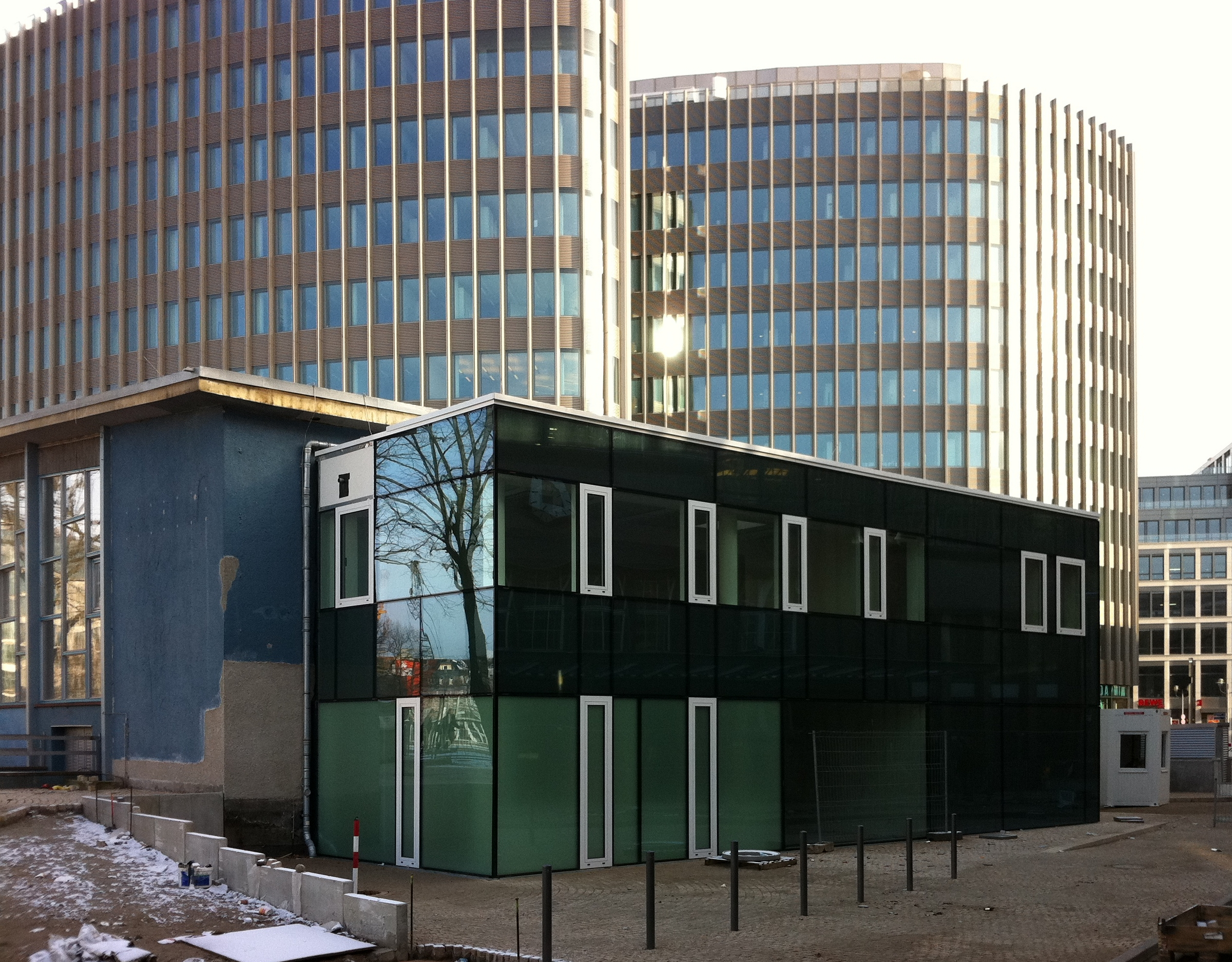
Anbau (Januar 2011)

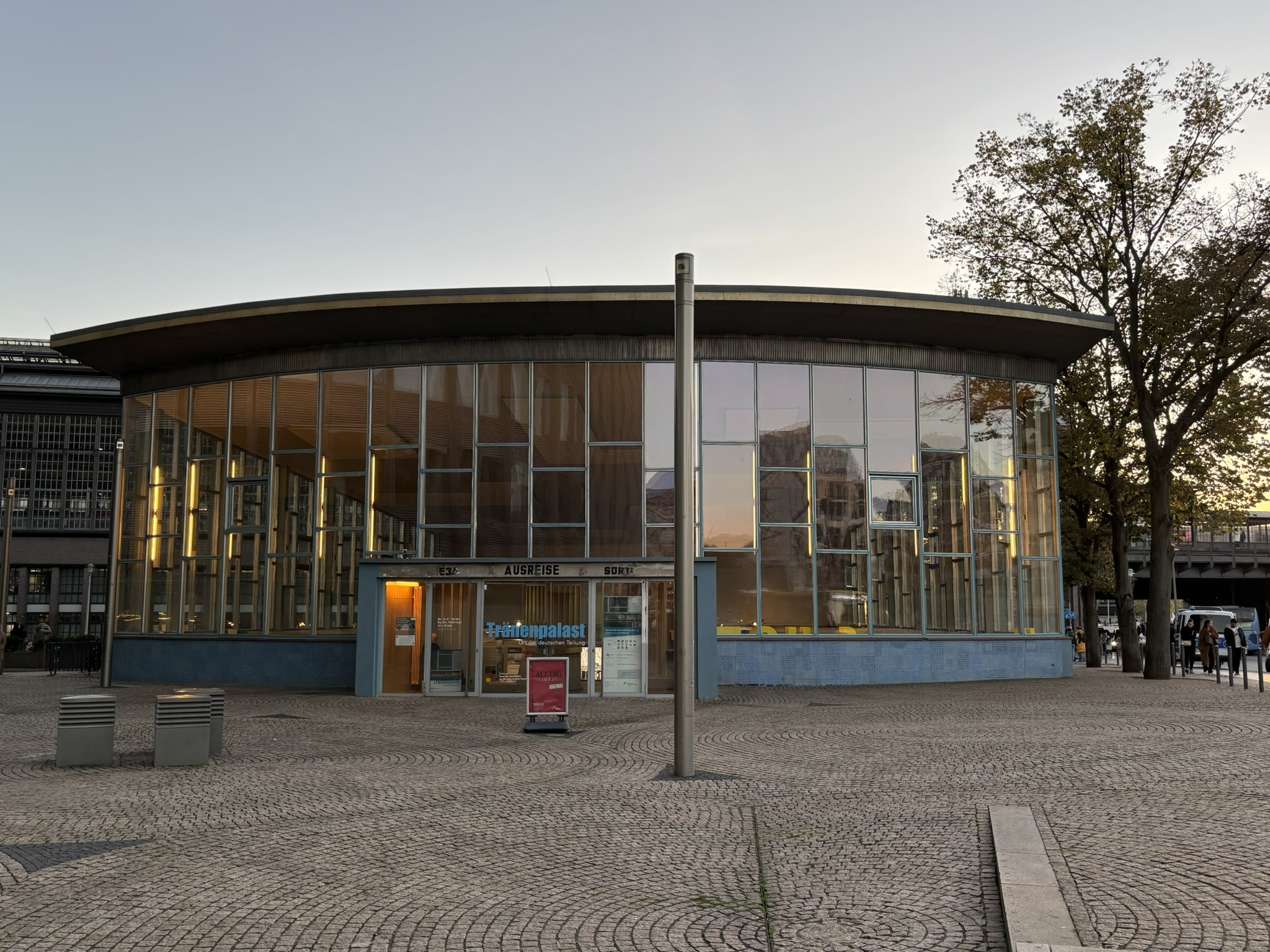
Eingang (2024)

Ein ursprünglich bestehender Verbindungsgang zum Bahnhof Friedrichstraße wurde nach der Grenzöffnung 1990 entfernt. Nach der deutschen Wiedervereinigung wurde 1991 aus dem ehemaligen Tränenpalast ein gleichnamiger Club mit unterschiedlichen kulturellen Veranstaltungen (Diskothek, Kabarett und anderen Live-Veranstaltungen). Am 2. Oktober 1990 wurde der Tränenpalast unter Denkmalschutz gestellt. Der Club musste im Juli 2006 geschlossen werden, da der Berliner Senat das Grundstück verkaufte. Für die Zukunft wurde eine kulturelle Nutzung vorgeschrieben.
Nutzung seit September 2011
Im November 2008 wurde mit der „Fortschreibung der Gedenkstättenkonzeption des Bundes“ die Nutzung des Gebäudes als Erinnerungsort und Ausstellungsraum festgeschrieben. Nach Abschluss umfangreicher Umbau- und Sanierungsmaßnahmen bietet die Stiftung Haus der Geschichte der Bundesrepublik Deutschland seit dem 15. September 2011 im denkmalgeschützten Tränenpalast die ständige Ausstellung „Alltag der deutschen Teilung“ an. Der Eintritt ist frei. Mit biografischen Beispielen, Originalobjekten und Zeitzeugeninterviews veranschaulicht sie auf 550 Quadratmetern Ausstellungsfläche das Leben angesichts von Teilung und Grenze. Sie zeigt außerdem die wichtigsten Stationen im Vereinigungsprozess. Als Ausstellungsobjekte dienen beispielsweise originale und rekonstruierte Abfertigungskabinen, wie sie im Tränenpalast im Einsatz waren, sowie ein Modell im Maßstab 1:87, das die Aus- und Einreisebewegungen in der gesamten Anlage – bestehend aus Tränenpalast und Bahnhof Friedrichstraße – veranschaulicht. Die Ausstellung wurde von Bundeskanzlerin Angela Merkel am 14. September 2011 eröffnet.
Ein Mietvertrag über 20 Jahre wurde im Januar 2010 mit der Bonner Stiftung Haus der Geschichte der Bundesrepublik Deutschland abgeschlossen.